# 卓越風
卓越風（たくえつふう、英語：prevailing wind）とは、特定の地方及び特定の期間において吹く、最も頻度が多い風向の風。風配図（ウインドローズ、wind rose）によって表現される。

## 大気循環における卓越風
地球上の大気循環では以下のような地表風がみられる。
- 北極や南極では寒冷なために気圧が高く（極高圧帯）、亜寒帯低圧帯に向かって極東風が吹き出す[2]。極東風は地球の自転による転向力の影響で東風となるが、あまり一定していない[2]。
- 南北両半球の回帰線付近の上層では、赤道側から極に向かう流れと赤道に向かう流れが収束し、下降気流となり高圧帯 （亜熱帯高圧帯）となっている[2]。この亜熱帯高圧帯から高緯度側に偏西風、低緯度側に貿易風が吹き出している[2]。偏西風は地球の自転による転向力の影響で北半球では南西偏西風、南半球では北西偏西風となる[2]。また貿易風も転向力の影響で北半球では北東貿易風、南半球では南東貿易風となる[2]。
- 赤道付近では貿易風の収束によって赤道低圧帯が形成され、上空5km前後には赤道西風が吹いている[2]。

なお、季節的に交替する卓越風系のことを季節風（モンスーン）という。